# Diaulinopsis callichroma
Diaulinopsis callichroma är en stekelart som beskrevs av Crawford 1912. Diaulinopsis callichroma ingår i släktet Diaulinopsis och familjen finglanssteklar. Inga underarter finns listade i Catalogue of Life.